# Southern Cotton Oil Company
La Southern Cotton Oil Company, también conocida como Columbia Mill, fue una histórica fabrica de aceite de algodón ubicada en Columbia, Carolina del Sur, Estados Unidos.

## Historia
El complejo fue construido entre 1887 y 1919. Consistía en siete edificios industriales: la casa de semillas, la sala de linter, la sala de prensa, el taller de máquinas, la casa de aceite, la sala de almacenamiento de algodón y el cobertizo de almacenamiento. Cinco de los edificios fueron construidos con ladrillos y los otros dos fueron construidos con chapa galvanizada. El complejo ha sido demolido.
Fue agregado al Registro Nacional de Lugares Históricos en 1996.